# Francisco Domene
Francisco Domene (Caniles, Granada, 12 de febrero de 1960) es un poeta y escritor español.

## Biografía
Nacido en Caniles, pasa la infancia en Baza (Granada).  Trasladado a Almería, desde 1977, forma parte del Colectivo Albahaca y pone en marcha el grupo de teatro experimental Mahaca. En 1986 coordinó el I Encuentro de Poetas Jóvenes Andaluces y en 1988 crea y dirige el Aula de Poesía del Ayuntamiento de Almería. En 1990 obtuvo la Ayuda a la Creación Literaria  del Ministerio de Cultura por el libro Insistencia en las Horas
Profesor de Geografía e Historia, ha coordinado programas sociales para la Junta de Andalucía y participado en investigaciones arqueológicas de campo y en actividades arqueológicas submarinas.
Esencialmente poeta, escribe ensayo, relatos y novela. Su primera obra, Libro de las horas, fue publicada en 1991, en la Colección Genil de Literatura, dirigida por el poeta Antonio Carvajal. Las últimas, por el momento, son Cuentos y leyendas de los dioses griegos, de 2010, la novela Arañas en la barriga, una historia de amor e intriga, aparecida bajo el sello de la editorial Viceversa, en 2011, Ninfas, faunos, unicornios y otros mitos clásicos, de 2012 y la reciente Relatos de la Biblia (2015), finalista del Premio Andalucía de la Crítica 2016.
En 2016 su obra Ajuste de cuentas obtuvo el Premio Nacional de Poesía José Hierro y fue finalista del Premio Andalucía de la Crítica 2017.
En 2025 ha ganado el Certamen de Relato Internacional Juan María Molina Jiménez.

## Obras
Poesía
- Sobrevivir. Ed. AUTOR-EDITOR 17. 1986. ISBN 84-398-6253-9
- Libro de las horas. Col. Genil. Diputación de Granada. 1991. ISBN 84-7807-036-2
- Propósito de enmienda. Kutxa. San Sebastián. 1992. ISBN 84-7173-195-9
- Insistencia en las Horas. Ediciones Libertarias. Madrid. 1993. ISBN 84-7683-199-4
- Falso Testimonio. (plaquette). Plataforma por la Cultura Región Murcia / Colectivo Octubre. 1998. ISBN 84-922294-4-6
- Falso Testimonio. Col. Julio Nombela. Asociación de Escritores y Artistas Españoles. Madrid. 1999. ISBN  84-87857-21-3
- Arrabalías.  Oikos-Tau. Barcelona. 2.000. ISBN 84-281-0983-4
- El cristal de las doce. DVD Ediciones. Barcelona. 2001. ISBN 84-95007-42-8
- Ajuste de cuentas. Universidad popular "José Hierro". San Sebastián de los Reyes, 2016. ISBN 978-84-16731-02-2

Narrativa
- La última aventura.  (Novela) Ed. Anaya, Madrid. 1992./13 ediciones. ISBN 84-207-4818-8
- El detector de inocentes. (Relato), Ed. Instituto de Estudios Almerienses. Almería. 1999. ISBN 84-8108-189-2
- Ana y el misterio de la Tierra de Mu. (Novela) Ed. Anaya. Madrid. 1999./2.ª edición 2010. ISBN 84-207-9239-X
- El asunto Poseidón. (Novela) Ed. Anaya. Madrid. 2001. ISBN 84-667-0609-7
- Cuentos y leyendas de los dioses griegos. (Relatos) Ed. Anaya. Madrid. 2010./13ª edición, 2025. ISBN 978-84-667-9319-3
- Arañas en la barriga. (Novela) Editorial VICEVERSA. Barcelona. 2011. ISBN 978-84-92819-63-8
- Ninfas, faunos, unicornios y otros mitos clásicos. (Relatos) Ed. Anaya. Madrid. 2012. ISBN 978-84-678-2911-2
- Relatos de la Biblia. (Relatos) Ed. Anaya. Madrid. 2015. ISBN 978-84-678-7159-3

Ensayo
- Poesía Actual Almeriense. Ed. Ríomardesierto/Ayunt. de Almería, 1.992. ISBN 84-604-4722-7
- Narrativa Actual Almeriense. Ed. Ríomardesierto/Ayunt. de Almería, 1.992. ISBN 84-604-4721-9

## Premios y distinciones
- 1992: Premio Ciudad de Irún, por Propósito de enmienda.
- 1995: Premio Antonio Machado, por Paisaje.
- 1998: Premio de las Artes y las Letras de la Diputación de Almería, por El detector de inocentes.
- 1998: Premio Antonio Oliver Belmás, por Falso testimonio.
- 1998: Premio Blas de Otero, por Falso testimonio.
- 1999: Premio Memorial Laureà Mela, por Arrabalías.
- 2000: Premio Ciudad de Burgos, por El cristal de las doce.
- 2016: Premio Nacional de Poesía Jorge Manrique.
- 2016: Finalista del Premio Andalucía de la Crítica por Relatos de la Biblia.
- 2016: Premio Nacional de Poesía José Hierro, por Ajuste de cuentas.
- 2017: Finalista del Premio Andalucía de la Crítica por Ajuste de cuentas.
- 2017: Premio Dama de Baza de la Cultura.
- 2025: Certamen de Relato Internacional Juan María Molina Jiménez.